# 吴晓求
吴晓球（又名吴晓求）(1959年2月—)，金融学家，中国人民大学副校长、金融与证券研究所所长、教授，主要从事宏观经济、金融改革和资本市场等方面的研究工作。入选中华人民共和国教育部第八批"长江学者"特聘教授。